# Alnes (Noorwegen)
Alnes is een klein vissersdorp in Noorwegen en ligt op het eiland Godøya in de gemeente Giske (Møre og Romsdal). In 2006 woonden er 205 mensen, terwijl de bevolking al onder de 200 kwam in het jaar erop. Hierdoor wordt het niet langer als een bewoonde nederzetting beschouwd en worden de gegevens ervan niet langer afzonderlijk geregistreerd.
Het belangrijkste kenmerk van het dorp is de vuurtoren van Alnes uit 1876. De vuurtoren is in gebruik en te bezoeken voor toeristen. Verder is er een kunstgalerij en een klein historisch museum.